# Do It to It
«Do It to It» es el sencillo principal del álbum debut del grupo femenino estadounidense Cherish, Unappreciated. «Do It to It» cuenta con la colaboración del artista de rap/hip hop Sean Paul. La canción alcanzó el número 12 en la lista Billboard Hot 100 en su decimoquinta semana de lanzamiento. También alcanzó el número 15 en la lista Billboard Hot Digital Songs y el número 8 en la lista Hot 100 Airplay. Tuvo una gran difusión en los vídeos de BET y alcanzó el número 2 en 106 & Park. La canción sonó durante el límite de 65 días en conteo y finalmente se retiró. Fue el único vídeo retirado ese año que nunca alcanzó el número uno.

## Música
La canción se ejecuta a un ritmo de 74 pulsaciones por minuto en la tonalidad de Sol mayor.

## Rendimiento comercial
«Do It to It» debutó en el número 86 del Billboard Hot 100 de Estados Unidos en la semana del 20 de mayo de 2006 y alcanzó el número 12 en la semana del 2 de septiembre de 2006. Permaneció en la lista por veintiún semanas.

## Lista de canciones
Sencillo en CD, Reino Unido
1. «Do It to It» (versión principal para radio)
2. «He Said She Said» (con Nephu)

Sencillo en CD, Europa
1. «Do It to It» (versión principal de radio)
2. «That Boi»
3. «Ghetto Mentality»

EP de iTunes
1. «Do It to It» (versión principal para radio) - 3:44
2. «Do It to It» (instrumental) - 3:43
3. «Do It to It» (a cappella) - 3:39

Single de iTunes
1. «Do It to It» (versión principal para radio) - 3:44
2. «Do It to It» (remix de rap, editado) (con Yung Joc, Jody Breeze, Chingy, Fabo, Jody Breeze y Jazze Pha) - 4:10

## Posicionamiento en listas
| Listas (2006–2007)                          | Mejor posición |
| Australia (ARIA)                            | 67             |
| Bélgica (Flandes) (Ultratip Bubbling Under) | 15             |
| Bélgica (Valonia) (Ultratip Bubbling Under) | 16             |
| Francia (SNEP)                              | 48             |
| Alemania (Offizielle Deutsche Charts)       | 87             |
| Irlanda (IRMA)                              | 29             |
| Netherlands (Dutch Top 40 Tipparade)        | 12             |
| Países Bajos (Mega Single Top 100)          | 89             |
| Nueva Zelanda (Recorded Music NZ)           | 3              |
| Escocia (Scottish Singles Sales Chart)      | 31             |
| Suecia (Sverigetopplistan)                  | 58             |
| Suiza (Schweizer Hitparade)                 | 79             |
| Reino Unido (UK Singles Chart)              | 30             |
| Reino Unido (UK R&B Chart)                  | 10             |
| Estados Unidos (Billboard Hot 100)          | 12             |
| Estados Unidos (Hot R&B/Hip-Hop Songs)      | 10             |
| Estados Unidos (Mainstream Top 40)          | 6              |
| US Pop 100 (Billboard)                      | 9              |
| Estados Unidos (Rhythmic)                   | 4              |

| Listas (2006)                        | Posición |
| ------------------------------------ | -------- |
| US Billboard Hot 100                 | 56       |
| US Hot R&B/Hip-Hop Songs (Billboard) | 53       |
| US Rhythmic (Billboard)              | 16       |

## Versión de Acraze con Cherish
El 20 de agosto de 2021 se publicó una versión house del DJ y productor orlandés Acraze, acreditada como «Acraze featuring Cherish». En los Estados Unidos, alcanzó el puesto tres en la lista Billboard Hot Dance/Electronic Songs, y en Australia, el puesto 13 en la lista ARIA Club Tracks. and in Australia, it reached number 13 on the ARIA Club Tracks chart.  El 12 de noviembre, el tema (emitido por Thrive Music) entró por primera vez en el top 40 de la UK Singles Chart, alcanzando al puesto 36 (desde el número 60).

### Posicionamiento en Listas

#### Semanales
| Listas (2021)                             | Mejor posición |
| ----------------------------------------- | -------------- |
| Australia (ARIA)                          | 9              |
| Austria (Ö3 Austria Top 40)               | 9              |
| Bélgica (Flandes) (Ultratop 50)           | 5              |
| Bélgica (Valonia) (Ultratop 50)           | 13             |
| Canadá (Canadian Hot 100)                 | 52             |
| República Checa (Singles Digitál Top 100) | 30             |
| France (SNEP)                             | 67             |
| Alemania (Offizielle Deutsche Charts)     | 3              |
| Global 200 (Billboard)                    | 25             |
| Hungría (Dance Top 40)                    | 28             |
| Hungría (Single Top 40)                   | 1              |
| Hungría (Stream Top 40)                   | 16             |
| Irlanda (IRMA)                            | 10             |
| Italia (FIMI)                             | 37             |
| Lituania (AGATA)                          | 6              |
| Países Bajos (Dutch Top 40)               | 5              |
| Países Bajos (Mega Single Top 100)        | 1              |
| New Zealand (Recorded Music NZ)           | 28             |
| Portugal (AFP)                            | 13             |
| Slovakia (Singles Digitál Top 100)        | 21             |
| South Africa (RISA)                       | 51             |
| Spain (PROMUSICAE)                        | 66             |
| Sweden Heatseeker (Sverigetopplistan)     | 2              |
| Suiza (Schweizer Hitparade)               | 10             |
| Reino Unido (UK Singles Chart)            | 13             |
| Reino Unido (UK Dance Chart)              | 1              |
| Estados Unidos (Mainstream Top 40)        | 31             |

#### Fin de año
| Listas (2021)                             | Posición |
| ----------------------------------------- | -------- |
| US Hot Dance/Electronic Songs (Billboard) | 78       |